# Кареміти
Кареміти (араб. کریمه) — середньовічні купці, що займалися міжнародною торгівлею в Індійському океані у XI—XV століттях.

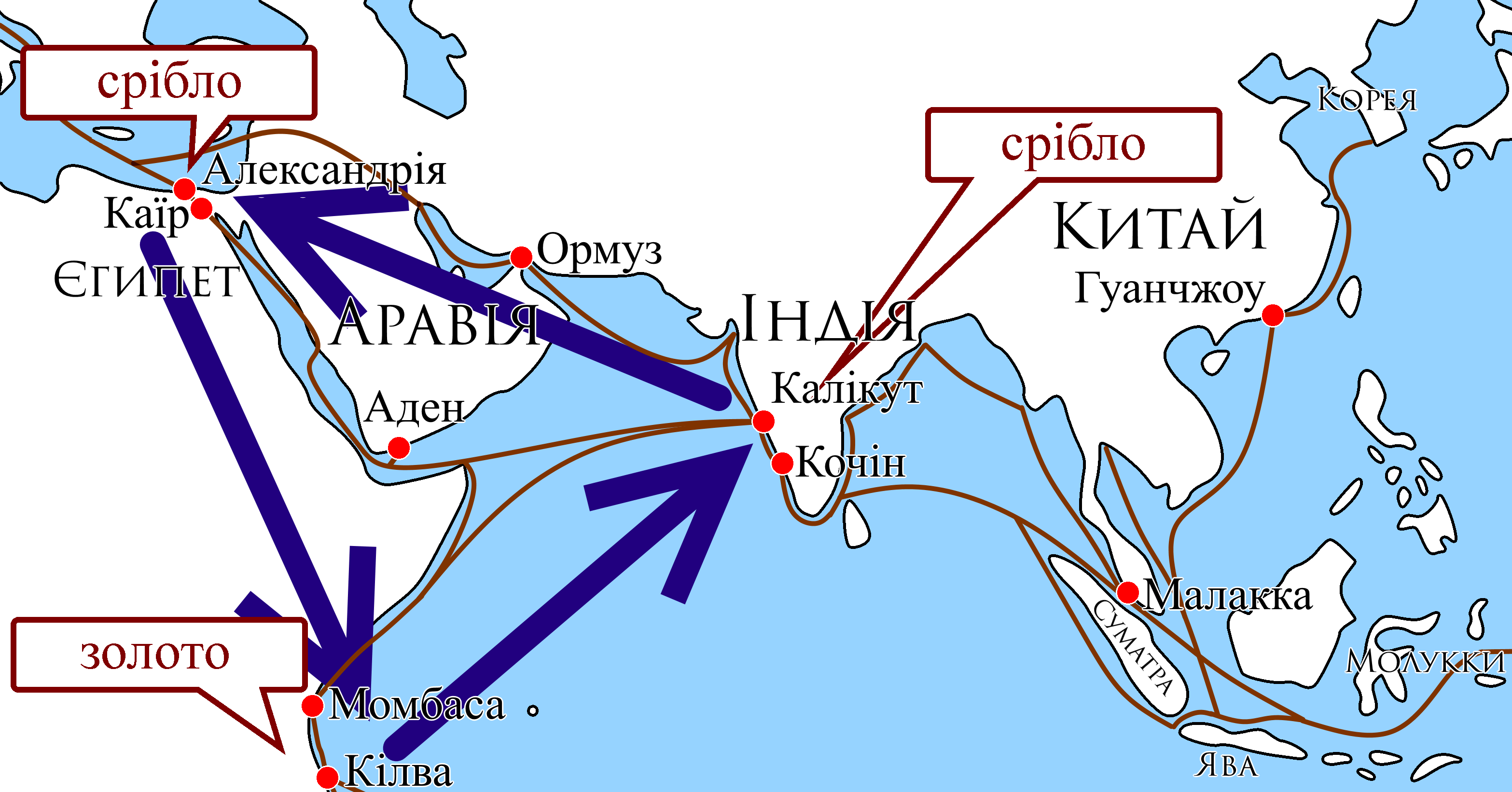
«Трикутна торгівля» в Індійському океані

Походження корпорації каремітів достеменно не з'ясоване. Його назву пов'язують з тамільським словом «карьям» (там. karyam), що означає торгівлю. Але кареміти не були індійцями і швидше за все використовувати іноземне слово для того, щоб відокремити себе від решти мусульманських торгівців. За однією з версій об'єднання за часів Фатімідів створили великі єгипетські судновласники, що поступово витіснили з торгівлі індійськими прянощами інших конкурентів.
Участь у корпорації була спадковою і передавалася від батька до сина. Та навіть за власне життя кареміт міг збільшити свої статки у десятки чи навіть сотні разів. Прибуток лише одного купця на ім'я Ясір аль-Балісі оцінювали у десять мільйонів динарів.
Головним джерелом доходів каремітів був перепродаж прянощів. Саме їм приписують запровадження «трикутної торгівлі». Кораблі каремітів, завантажені в Єгипті виробами близькосхідних ремісників, вирушали до Африки. В прибережних африканських містах товар продавали або ж вимінювали на золото, пахощі, рабів або ж сировину. З ними купці відпливали до Індії або ж Малайського архіпелагу, де купували прянощі. Заповнені перцем, корицею, камфорою та мускатним горіхом кораблі каремітів поверталися до Єгипту. В Каїрі та Александрії спеції продавали італійцям, купували за отримані гроші нові партії близькосхідних товарів і знову везли їх до Африки.
Купці-посередники отримували прибуток від кожної операції перепродажу, а постійний приток срібла, потрібний для такої торгівлі, забезпечували європейські споживачі, готові купувати прянощі за будь-яку ціну. Ще одним джерелом дорогоцінного металу був Китай — який перетворився на вершину іншого «торгівельного трикутника».
Край збагаченню каремітів поклали мамлюцькі султани Єгипту з династії Бурджитів. Вони поступово збільшували тиск на купців, вимагаючи сплачувати все більші мита і податки. А 1428 році султан Барсбей взагалі відібрав у каремітів їхні привілеї і перетворив торгівлю спеціями на державну монополію. Тим самим корпорація була ліквідована. Зникли і згадки про неї в джерелах.